# 2019年の出版
2019年の出版（2019ねんのしゅっぱん）では、2019年の出版に関する出来事についてまとめる。
2018年の出版 - 2019年の出版 - 2020年の出版

## 出版関係の出来事
出版社の設立・倒産、文庫・新書の創刊、雑誌の創刊・休刊、ミリオンセラーの出版などを記載。特記した場合を除き、創刊、休刊・廃刊、復刊の日付は、それぞれ創刊号、最終号、復刊号の発売日である。

### 1月
- 7日 - 男性週刊誌『週刊SPA!』（扶桑社）2018年12月25日号の特集において、女子大学生を性的にランク付けしたり5大学を実名で挙げるなどし、その後ネットなどで批判を受けるなど読者を不快な気分にさせたとして、同誌編集部は謝罪のコメントを発表[1]。また同誌で名指しされた5大学も同社に対して「女性蔑視につながる」として抗議文を送付したり、大学公式ホームページで遺憾とするコメントを掲載[2]。その後同誌は1月22日発売の1月29日号で「チェック体制に不備があった」として改めて謝罪文を掲載した[3]。
- 21日 - 月刊誌『BAdi（バディ）』（テラ出版/技術と人間、1993年創刊）が、この日発売の3月号をもって休刊[4]。
- 21日・22日 - コンビニエンスストア大手のセブン-イレブンとローソンは21日、「女性や未成年者、訪日外国人客が来店しやすい環境作りを行う」として共に成人向け雑誌の取扱を8月末までをめどに全店で中止すると発表[5]。また翌22日には同じくコンビニ大手のファミリーマートも直営店など一部で実施している同雑誌の取扱中止を8月末までに全店に拡大。さらに北海道を基盤とするセイコーマートも年内をめどに全店で同雑誌の取扱を中止する考え。既にミニストップ全店が2017年末に同雑誌の発売を中止しており、これにより9割を超えるコンビニで同雑誌が姿を消すことになる[6][7]。
- 24日 - サッカーゲーム雑誌『サッカーゲームキング』（フロムワン発行、朝日新聞出版発売）が、この日発売の3月号をもって休刊、姉妹誌「ワールドサッカーキング」と統合、『サッカーキング』を3月に創刊[8]。
- 31日 - 朝日新聞が、1月12日及び19日に北海道版に掲載した大道芸人のギリヤーク尼ヶ崎を取り上げた記事について、記事の大部分が北海道新聞社が2016年に発行した写真集から盗用したことが判明し、朝日新聞は尼ヶ崎と北海道新聞社に対して謝罪[9][10]。さらに2月7日には記事を執筆した函館支局の記者を停職2か月、また北海道報道センター次長を減給、東京本社編集局長を戒告とする処分を発表した[11]。

### 2月
- 4日 - 月刊演劇雑誌『シアターガイド』（2018年11月2日発売分で休刊）を発行していたモーニングデスクが、東京地方裁判所（以下東京地裁と表記）から破産開始決定を受け倒産[12]。
- 5日 - KADOKAWAが、新文芸レーベル『ドラゴンノベルス』を創刊[13]。
- 10日 - 月刊誌『Men's JOKER』（KKベストセラーズ）が、この日発売の3月号をもって休刊[14]。
- 12日 - 月刊誌『ワールドサッカーキング』（フロムワン発行、朝日新聞出版発売）が、この日発売の3月号をもって休刊、姉妹誌「サッカーゲームキング」と統合、『サッカーキング』を3月に創刊[15]。
- 15日
  - 写真月刊誌『DAYS JAPAN』の発行元であるデイズジャパンは、2月20日に発売予定だった3月号（15周年記念号かつ最終号）を1か月延期し3月20日に3月・4月合併号として発売することを発表。同誌を巡っては前代表取締役だった広河隆一（フォトジャーナリスト）によるセクハラ行為が問題となっており、当該問題の検証委員会の報告書を合併号に掲載して廃刊となる[16]。
  - 2月14日発売の『週刊新潮』（新潮社）が、ファッション通販大手のZOZOが採用面接の際に女優の剛力彩芽が面接官として同席していたと報じたことについてZOZOはこの日、「記事は事実と異なってあり法的措置も含めた対応を検討する」とのコメントを発表した[17][18]。
- 22日 - 青年漫画誌『ヤングガンガン』（スクウェア・エニックス）編集部は、同誌に2015年12月18日発売の2016年1月号から連載されていた「たとえ灰になっても」について、原作者の鬼八頭かかしが2月2日に逝去したことを受け、同作品の連載を2月1日発売の第56号で中止することを発表した[19][20]。
- 27日 - アウトドア関連の出版を手掛けていた地球丸がこの日東京地裁に破産を申請し、即日破産開始決定を受けた[21]。

### 3月
- 1日 - 大阪市に本拠を置き、月刊誌『医薬ジャーナル』や『化学療法の領域』などを刊行していた医薬ジャーナル社がこの日をもって事業を停止し、事後処理を弁護士に一任したことが3月5日に判明[22]。
- 6日 - デザイン雑誌『MdN』（エムディエヌコーポレーション、1989年創刊）が、この日発売の4月号をもって雑誌としての発行を休止し、Web媒体へ移行[23]。
- 22日 - 季刊占い情報誌『My Calendar』（説話社）が創刊[24]。
- （日付不明） - 出版総合誌『出版ニュース』（出版ニュース社）が、3月下旬号をもって休刊[25][26]。

### 4月
- 1日 - モータースポーツ誌『auto sport』や競艇専門誌『競艇マクール』などを発行している三栄書房が「三栄」に社名変更[27]。
- 8日 - 集英社と講談社の両社は、発行している漫画雑誌『週刊少年ジャンプ』と『週刊少年マガジン』などに連載中の作品を期間限定で共同で設置した「少年ジャンマガ学園」サイトを通じて無料配信することを発表[28]。
- 17日 - 女性誌『Mer』（学研パブリッシング）が、この日発売の6月号をもって休刊、ウェブメディアに移行[29]。
- 19日 - 2015年4月に『週刊文春』（文藝春秋）が女優ののん（当時の芸名は能年玲奈）にパワハラを行ったと報道したことについて所属事務所と社長が「名誉毀損に該当する」と文藝春秋などを相手に損害賠償を求めた裁判で、東京地裁は事務所側の言い分を全面的に認めて文藝春秋に合わせて660万円を支払うように命じた。一方文藝春秋は判決を不服として東京高等裁判所に即日控訴[30]。しかし9月26日に文藝春秋側の控訴を棄却し、440万円を支払うよう命じた[31]。文藝春秋は最高裁判所に上告したが、2020年10月6日付けで上告を棄却し、東京高等裁判所の二審判決が確定した[32]。
- 25日 - 月刊誌『パリティ』（丸善出版、1985年9月創刊）が、この日発売の5月号をもって休刊[33]。
- 26日 - 週刊誌『奈良日日新聞』（奈良日日新聞社）が休刊[34]。

### 5月
- 1日 - 2014年6月に休刊したファッション雑誌『egg』（大洋図書）が5年ぶりに復刊[35][36]。
- 18日 - 作家・百田尚樹が2018年に刊行した『日本国紀』を同じく作家の津原泰水が批判したことに反発し、同書を発行した幻冬舎社長の見城徹が5月16日に自身のTwitterで津原が出版した単行本の実売部数などを暴露したことについて、見城はこの日までに謝罪すると同時に当該ツイートを既に削除したことを公表。これについては多くの作家や文芸関係者などから批判が出ていた[37]。なお見城は5月20日にTwitterへの書き込みを終了することを宣言[38]。また幻冬舎も5月23日に公式サイト上で謝罪文を掲載した[39]。
- 22日 - 文藝春秋は、4月5日に発売した男性タレントのデジタル写真集について、当該タレントが大麻取締法違反でこの日逮捕されたことを受け一旦発売を中止した。6月には紙媒体で出版される予定だった[40]。

### 6月
- 4日 - 朝日新聞出版は、女優・声優の春名風花が昨年8月に出版した絵本『いじめているきみへ』について、絵本の挿絵がネット上にあった写真を模写したものだったことが判明したとして発売を停止したことを挿絵担当者の謝罪文と共に公式サイト上で発表。これを受け春名も同日に自身のブログで謝罪。翌5日には自身のTwitterで販売停止に至った経緯を説明した[41]。
- 6日 - 出版取次の日本雑誌販売が事業継続が困難となったとしてこの日に債務処理を弁護士に一任したことが6月10日に判明[42]。その後7月31日に東京地裁に破産を申請した[43]。
- 20日 - この日発売の『週刊新潮』の中で、タレント・映画監督のビートたけし（北野武）に関する特集の内容について、所属事務所が「事実無根の報道であり断じて許されない。法的措置を取ることにした」とマスコミ各社に対してFAXにて表明した[44][45]。

### 7月
- 1日
  - ぶんか社は自動車系やファッション系の出版社（文友舎）と写真週刊誌などの出版社（楽楽出版）を分社化[46]。
  - 雑誌『グラビアプレス』（秀麗出版）が創刊[47]。
- 10日 - 月刊誌『ホリデーオート』（モーターマガジン社）が、この日発売の8月号をもって休刊[48]。
- 22日 - 講談社ビーシーは、2018年11月に刊行した子供向けの知育図鑑『はじめてのはたらくくるま 英語つき』について、「自衛隊を取り上げた特集が不適切である」との読者からの指摘を受けて以後増刷を行わないことを発表[49]。
- 29日 - 東日本旅客鉄道（JR東日本）の社外向け広報誌『JR EAST』2019年6月号で、委託先の編集プロダクションが6年前に掲載した大学教授のインタビュー記事をそのまま転用する形で実在しない人名を用い、一部内容を改変した上で顔写真を画像処理するなどの不正を行っていたことが判明。同社は同誌7月号でお詫びの文章を掲載すると同時に休刊することを決定した。不正は掲載された教授本人からの指摘で発覚した[50][51]。

### 8月
- 7日 - 月刊誌『SALTY!』（ソルティー）など釣り関連雑誌の出版を手掛けていたアトリエ・ボイルが東京地裁から破産開始決定を受ける（8月15日に判明）。SALTY!も2018年10月号をもって休刊となっていた[52]。
- 26日 - 月刊声優情報誌『Pick-up Voice』（EMTG）が、この日発売の10月号をもって休刊[53]。
- 月内 - 風俗誌『俺の旅』（ミリオン出版）が、売上の9割を占めるコンビニでの成人誌販売取りやめに対応、8月号をもって休刊[54]。

### 9月
- 2日 - 小学館は、この日発売の『週刊ポスト』で「韓国なんていらない」と題する特集の内容について、一部の作家や随筆家からSNS等で「差別的だ」、「今後同誌掲載のエッセーを休止する」、「今後同社の仕事はしない」などと批判が相次いだことを受け、「誤解を広めかねず、配慮に欠けていた」との謝罪コメントを発表した[55]。

### 10月
- 7日 - 【訃報】 イラストレーターとして『週刊文春』の表紙やSF作家・星新一の小説の挿絵などを担当し、他にも映画監督やエッセイストとしても活躍。1994年には菊池寛賞を受賞した和田誠がこの日、肺炎のため東京都内の病院で逝去（83歳没）。訃報は4日後の11日に所属事務所により発表された[56]。
- 12日 - KKベストセラーズ発行の月刊競馬専門誌『競馬最強の法則』がこの日発売の11月号をもって休刊[57]。
- 21日 - 漫画誌「まんがタイムスペシャル」（芳文社）がこの日発売の12月号で休刊[58]。

### 11月
- 1日 - 競馬雑誌『スピード馬券王』などの編集を手掛けていたシーロック出版社及び同社の関連会社であるデジタルビューがこの日付けで事業を停止。弁護士に破産申請を一任したことが11月6日に判明。今後東京地裁から破産開始決定が下される見通し[59]。
- 6日 - 不動産情報誌『住宅新報』を発行していた神谷町管理（旧・住宅新報社）及び関連会社で広告代理業の神谷町ビジネス管理（旧・住宅新報ビジネス社）が東京地裁から破産開始決定を受ける（11月13日に判明）。なお住宅新報については新規設立した別会社により発行が継続されている[60]。
- 20日 - バイク雑誌『バリバリマシンLegend』やプロレス雑誌『KAMINOGE』などを発行していた東邦出版が民事再生法を申請する方針であることを同社の関係者が大手信用調査会社・東京商工リサーチに対して明らかにし[61]、12月2日には東京地裁へ同法の適用を申請した[62]。
- 28日 - オリコンは、子会社であるoricon MEが刊行しているエンタメビジネス週刊誌『コンフィデンス』を2020年3月25日発送の3月30日号をもって休刊することを発表[63][64]。

### 12月
- 24日 - 神奈川県中部地区を中心にフリーペーパー『リベルタ』の発行や出版物の刊行を手掛けていた神奈川中央新聞社が事業を停止して破産申請の準備に入ったことがこの日判明[65]。
- 25日 - 出版科学研究所は2019年の紙による出版物の推定販売金額が15年連続で前年実績を下回ることが確実になることを発表。内訳は書籍が約6800億円、雑誌が約5600億円の合計約1兆2400億円で前年比3.9%の減[66]。
- 28日
  - セブン&アイ・ホールディングス傘下のセブン&アイ出版（1995年設立）が2021年春を目処に事業を停止し会社を清算することが判明。2017年から2年連続で赤字決算が続いていた[67]。
  - 朝日小学生新聞で1986年から連載されていた尼子騒兵衛の『落第忍者乱太郎』が33年で連載終了[68]。